# Èumenes (germà de Fileter)
Èumenes (grec antic: Εὐμένης, Euménēs, llatí: Eumenes) fou germà de Fileter, el primer sobirà de Pèrgam. Va servir lleialment al seu germà i va morir abans del 263 aC és a dir abans que el seu germà. Segons algunes teories seria el pare d'Èumenes d'Amastris i, per tant, aquest seria la mateixa persona que Èumenes I de Pèrgam.